# Estación de São Pedro da Torre
La Estación Ferroviaria de São Pedro da Torre, igualmente conocida como Estación de São Pedro da Torre o Apeadero de São Pedro da Torre, es una infraestructura para pasajeros de la Línea del Miño, que sirve la localidad de São Pedro da Torre, en el Ayuntamiento de Valença, en Portugal.

## Características
En el año 2010, poseía 2 vías de circulación, ambas con 254 metros de longitud; las dos plataformas presentaban, respectivamente, 96 metros de extensión y 25 centímetros de altura, y 106 metros de longitud y 20 centímetros de altura.
En marzo de 2011, esta plataforma era utilizada por servicios Regionales de la Línea del Miño, operados por la empresa Comboios de Portugal.